# Jevnaker
Jevnaker – norweskie miasto i gmina leżąca w regionie Akershus.
Jevnaker jest 317. norweską gminą pod względem powierzchni.

## Demografia
Według danych z roku 2005 gminę zamieszkuje 6335 osób. Gęstość zaludnienia wynosi 28,12 os./km². Pod względem zaludnienia Jevnaker zajmuje 160. miejsce wśród norweskich gmin.
| ludność stan na 1 stycznia 2005 |         |           |       |
|                                 | kobiety | mężczyźni | razem |
| osób                            | 3074    | 3261      | 6335  |
| %                               | 48,52%  | 51,48%    | 100%  |

| wykształcenie stan na 1 października 2004 |        |         |        |        |
|                                           | podst. | średnie | wyższe | niezn. |
| osób                                      | 1286   | 2848    | 785    | 92     |
| %                                         | 25,66% | 56,83%  | 15,67% | 1,84%  |

## Edukacja
Według danych z 1 października 2004:
- liczba szkół podstawowych (norw. grunnskolar): 3
- liczba uczniów szkół podst.: 854

## Władze gminy
Według danych na rok 2011 administratorem gminy (norw. rådmann) jest Henrik Brørby, natomiast burmistrzem (norw. ordfører, d. borgermester) jest Hilde Brørby Fivelsdal.